# (37582) Faraday
Pour les articles homonymes, voir Faraday.
(37582) Faraday est un astéroïde de la ceinture principale découvert le 12 octobre 1990 à Tautenburg par les astronomes allemands Freimut Börngen et Lutz D. Schmadel. Sa désignation provisoire était 1990 TT3.
Il porte le nom du physicien et chimiste anglais Michael Faraday (1791-1867).